# Стефан Чобанов
Стефан Стоянов Чобанов е български музикант, член на българската поп и рок музикална група „Мери Бойс Бенд“.

## Биография
Стефан Чобанов е роден на 8 май 1967 година в Исперих, България. Завършва музикалното училище в Русе със специалност „Флейта“ и продължава образованието си в Музикалната академия в София.